# Окружной суд США по округу Колумбия
Окружной суд Соединённых Штатов по округу Колумбия — федеральный окружной суд в округе Колумбия. Также иногда занимается (совместно с Окружным судом Соединённых Штатов по округу Гавайи и Высоким судом Американского Самоа) федеральными вопросами, возникающими на территории Американского Самоа, где нет ни местного федерального суда, ни территориального суда. Апелляции округа подаются в Апелляционный суд Соединенных Штатов по округу Колумбия (за исключением патентных претензий и претензий к правительству США в соответствии с Законом Такера, которые обжалуются в Федеральном округе).